# Records des Mavericks de Dallas
Cette page liste les records de l'équipe et des joueurs des Mavericks de Dallas depuis leur création en 1980.

## Records individuels en saison régulière
Légende: En Gras : joueurs encore en activité en NBA.

### En carrière
| Statistique             | Joueur        | Record |
| ----------------------- | ------------- | ------ |
| Matchs joués            | Dirk Nowitzki | 1 522  |
| Points                  | Dirk Nowitzki | 31 560 |
| Passes décisives        | Derek Harper  | 5 111  |
| Interceptions           | Derek Harper  | 1 551  |
| Total de rebonds        | Dirk Nowitzki | 11 489 |
| Contres                 | Dirk Nowitzki | 1 281  |
| Tirs marqués            | Dirk Nowitzki | 11 169 |
| 3 points inscrits       | Dirk Nowitzki | 1 982  |
| Lancers francs inscrits | Dirk Nowitzki | 7 240  |
| Pertes de balles        | Dirk Nowitzki | 2 494  |

### Sur un match
| Statistique                | Joueur                                                              | Record | Date |
| -------------------------- | ------------------------------------------------------------------- | ------ | --- |
| Minutes                    | James Donaldson                                                     | 58     | 29 décembre 1989 |
| Points                     | Luka Dončić                                                         | 73     | 26 janvier 2024 |
| Paniers marqués            | Luka Dončić                                                         | 25     | 26 janvier 2024 |
| Paniers tentés             | Mark Aguirre                                                        | 40     | 14 novembre 1981 |
| Paniers à 3 points réussis | George McCloud Wesley Matthews Tim Hardaway, Jr.                    | 10     | 16 décembre 1995 6 décembre 2015 4 mai 2021                                                                                 |
| Paniers à 3 points tentés  | George McCloud                                                      | 20     | 16 décembre 1995 |
| Lancers francs réussis     | Rolando Blackman                                                    | 22     | 17 février 1986 |
| Lancers francs tentés      | Rolando Blackman                                                    | 23     | 17 février 1986 |
| Rebonds défensifs          | James Donaldson                                                     | 22     | 29 décembre 1989 |
| Rebonds offensifs          | Roy Tarpley Popeye Jones Lorenzo Williams Jim Jackson Erick Dampier | 12     | 13 janvier 1988 1er avril 1990 9 novembre 1993 10 mars 1994 8 novembre 1994 10 avril 1995 28 décembre 1995 11 novembre 2008 |
| Total rebonds              | Popeye Jones                                                        | 28     | 9 janvier 1996 |
| Passes décisives           | Jason Kidd                                                          | 25     | 6 février 1996 |
| Interceptions              | Michael Finley                                                      | 10     | 23 janvier 2001 |
| Contres                    | Shawn Bradley                                                       | 13     | 7 avril 1998 |
| Balles perdues             | Jim Spanarkel Mark Aguirre Jim Jackson                              | 10     | 12 décembre 1980 4 mars 1983 15 février 1984 25 mars 1994                                                                   |

## Records individuels en Playoffs

### En carrière
| Statistique             | Joueur        | Record |
| ----------------------- | ------------- | ------ |
| Matchs joués            | Dirk Nowitzki | 145    |
| Points                  | Dirk Nowitzki | 3 663  |
| Passes décisives        | Luka Dončić   | 398    |
| Interceptions           | Dirk Nowitzki | 149    |
| Total de rebonds        | Dirk Nowitzki | 1 446  |
| Contres                 | Dirk Nowitzki | 129    |
| Tirs marqués            | Dirk Nowitzki | 1 220  |
| 3 points inscrits       | Jason Terry   | 167    |
| Lancers francs inscrits | Dirk Nowitzki | 1 074  |
| Pertes de balles        | Dirk Nowitzki | 328    |

### Sur un match
| Statistique                | Joueur                        | Record | Date                                           |
| -------------------------- | ----------------------------- | ------ | ---------------------------------------------- |
| Minutes jouées             | Dirk Nowitzki                 | 58     | 10 mai 2003                                    |
| Points                     | Dirk Nowitzki                 | 50     | 1er juin 2006                                  |
| Paniers marqués            | Rolando Blackman Mark Aguirre | 19     | 18 avril 1985 4 mai 1986                       |
| Paniers tentés             | Luka Dončić                   | 37     | 2 juin 2021                                    |
| Lancers francs réussis     | Dirk Nowitzki                 | 24     | 17 mai 2011                                    |
| Lancers francs tentés      | Dirk Nowitzki                 | 24     | 13 mai 2006 17 mai 2011                        |
| Paniers à 3 points réussis | Jason Terry                   | 9      | 8 mai 2011                                     |
| Paniers à 3 points tentés  | Luka Dončić                   | 14     | 23 avril 2024 26 avril 2024                    |
| Rebonds défensifs          | Dirk Nowitzki                 | 19     | 19 mai 2006                                    |
| Rebonds offensifs          | Tyson Chandler                | 13     | 25 avril 2011                                  |
| Total rebonds              | Dirk Nowitzki                 | 21     | 19 mai 2006                                    |
| Passes décisives           | Derek Harper                  | 16     | 30 avril 1986                                  |
| Interceptions              | Derek Harper Jason Kidd       | 7      | 30 avril 1986 28 avril 2012                    |
| Contres                    | Shawn Bradley Raef LaFrentz   | 6      | 1er mai 2001 3 mai 2001 5 mai 2001 15 mai 2003 |
| Balles perdues             | Luka Dončić                   | 11     | 17 août 2020                                   |

## Records de la franchise

### Sur une saison
| Statistique                    | Record | Moyenne par match         | Saison    |
| ------------------------------ | ------ | ------------------------- | --------- |
| Points marqués                 | 9 664  | 117,8 points / match      | 2023-2024 |
| Rebonds                        | 3 947  | 48,1 rebonds / match      | 1994-1995 |
| Passes décisives               | 2 227  | 27,1 passes / match       | 1982-1983 |
| Interceptions                  | 767    | 9,3 interceptions / match | 1993-1994 |
| Contres                        | 492    | 6 contres / match         | 2000-2001 |
| Tirs marqués                   | 3 674  | 44,8 tirs / match         | 1982-1983 |
| Tirs tentés                    | 7 550  | 92,1 tirs / match         | 1982-1983 |
| Pourcentage au tir             | 50,1%  | /                         | 1985-1986 |
| 3 points marqués               | 1 246  | 15,2 tirs / match         | 2022-2023 |
| 3 points tentés                | 3 362  | 41 tirs / match           | 2022-2023 |
| Pourcentage à 3 points         | 39,1%  | /                         | 1999-2000 |
| Lancers francs marqués         | 2 148  | 26,2 tirs / match         | 1986-1987 |
| Lancers francs tentés          | 2 717  | 33,1 tirs / match         | 1986-1987 |
| Pourcentage aux lancers francs | 82,9%  | /                         | 2002-2003 |
| Pertes de balles               | 1 459  | 17,8 pertes / match       | 1992-1993 |